# Rudolf Reichling
Rudolf Reichling (født 23. september 1924, død 23. november 2014) var en schweizisk roer og politiker fra Zürich.
Reichling var med i den schweiziske firer med styrmand, der vandt sølv ved OL 1948 i London. Besætningen udgjordes desuden af Erich Schriever, Émile Knecht, Peter Stebler og styrmand André Moccand. Sølvmedaljen blev sikret efter en finale, hvor schweizerne kun blev slået af USA, mens Danmark fik bronze. Det var det eneste OL han deltog i.
Reichling var medlem af det schweiziske Nationalrat fra 1975 til 1991, og dets præsident fra 1987 til 1988.

## OL-medaljer
- 1948:  Sølv i firer med styrmand